# A Rural Elopement

A Rural Elopement est un film muet américain réalisé par D. W. Griffith, sorti en 1909.

## Synopsis
Un couple d'amoureux prend la décision de fuir pour vivre leur amour. Cependant, un soupirant de la jeune femme prend la place de son fiancé.

## Fiche technique
- Titre : A Rural Elopement
- Réalisation et scénario : D. W. Griffith
- Société de production et de distribution : American Mutoscope and Biograph Company[2]
- Photographie : G. W. Bitzer
- Pays :  États-Unis
- Format[3] : Noir et blanc - Muet - 1,33:1 ou 1,37:1[4] - 35 mm[4],[5]
- Longueur de pellicule : 546 pieds (166 mètres[5])
- Durée : 9 minutes (à 16 images par seconde)[3]
- Date de sortie : 14 janvier 1909

## Distribution
Les noms des personnages proviennent de l'Internet Movie Database.
- Guy Hedlund
- Linda Arvidson : Cynthia Stebbins
- Harry Solter : Hungry Henry
- Mack Sennett : une personne dans la foule
- George Gebhardt : Hank Hopkins[4],[6]
- David Miles : Père Stebbins[4],[6]
- John R. Cumpson : une personne dans la foule[6]
- Marion Leonard : une personne dans la foule[4],[6]
- Owen Moore : une personne dans la foule[6]

## Autour du film
Les scènes du film ont été tournées le 16 décembre 1908 à Coytesville, dans le New Jersey.
À sa sortie, le film a été présenté sur la même bobine que The Sacrifice.